# ČT3
ČT3 ist der Name zweier verschiedener tschechischer Fernsehsender der Česká televize. 1993 wurde unter diesem Namen ein Programm gesendet, das hauptsächlich aus internationalen Nachrichteninhalten zusammengesetzt war. Zwischen dem 23. März 2020 und dem 1. Januar 2023 sendete im Zuge der COVID-19-Pandemie wiederum ein (temporäres) Programm unter diesem Namen, wobei vor allem Archivinhalte gesendet wurden.

## 1993

### Entstehung
Nach der Samtenen Revolution wurde in Tschechien auf den Frequenzen einer ehemals sowjetischen Senderkette ein neues Programm eingerichtet, OK3 (in der Slowakei sendete ein ähnliches Programm namens TA3), welches nach dem Zerfall der Tschechoslowakei am 1. Januar 1993 in ČT3 umbenannt wurde.

### Programm
Gesendet wurden überwiegend ausländische Nachrichtensendungen. Übernommen wurden zum Beispiel folgende Sendungen:
- CNN News (Englisch)
- Rai TG1 (Italienisch)
- Journal TV5 Monde (Französisch)
- RTL aktuell (Deutsch)
- Novosti (Russisch)

Außerdem wurden Serien in Premiere und Wiederholungen von anderen Kanälen der ČT gesendet.

### Nachfolge
Zum Ende des Jahres wurde der Sender wieder eingestellt. Nunmehr sendete auf dessen Frequenzen das Programm ČT2, wodurch der ursprüngliche Sendeplatz von ČT2 frei wurde. Auf diesem begann das erste privatrechtliche Fernsehen der Tschechischen Republik, TV Nova, zu senden.
Am 31. August 2013 ging schließlich der neue Kindersender ČT :D auf Sendung, dessen Arbeitsname ČT3 gewesen war.

## 2020–2023
Im Zuge der COVID-19-Pandemie wurden auf den Hauptsendern der Česká televize verstärkt Informationssendungen und Schulfernsehen gesendet. Um auch für Senioren ein adäquates Unterhaltungsangebot sicherzustellen, wurde ein neues, temporäres Programm, ČT3 verfügbar gemacht. Da die ČT einen Produktionsstopp verhängte, wurden die Mittel für diesen neuen Sender frei. Sendebeginn war der 23. März 2020 um 9 Uhr. Nach dem Vorbild des slowakischen Senders RTVS :3 („Trojka“) wurden zwischen 9:00 und 17:25 Uhr Archivinhalte und Wiederholungen der Hauptnachrichtensendung vom Vortag gesendet.

### Gesendete Inhalte
Gesendet werden unter anderem Folgende Serien, Filme und Shows:
- Das Krankenhaus am Rande der Stadt (Nemocnice na kraji města)
- Ein Haus mit tausend Gesichtern (My všichni školou povinní)
- Zweiter Atem (Druhý dech)
- Das Phantom der Operette (Fantom operety)
- Jane Eyre (Jana Eyrová)
- Es waren einmal zwei Schreiber (Byli jednou dva písaři)
- Ein Lied für Rudolf den III. (Píseň pro Rudolfa III.)
- Bambinot
- Televarieté
- Konzerte von Karel Gott

### Empfang
Der Sender konnte terrestrisch mittels DVB-T2 empfangen werden, und zwar im Übergangsmultiplex 11 und im Multiplex 21. Außerdem war der Sender über verschiedene Kabel- (z. B. UPC), IPTV- (T-Mobile TV, O2 TV) und Satellitenanbieter (Skylink, Telly, Freesat) empfangbar. Die gesendeten Inhalte waren und sind z. T. auch weiterhin über die Mediathek der ČT, „iVysílání“, abrufbar.

### Einstellung
Trotz der starken Quoten (3,06 % Tagesschnitt – in etwa so viel wie ČT2; 8,4 % Schnitt während der Sendezeit; 14 % Schnitt in der Zielgruppe 65+; Tagesmaximum: 11,59 % in der Zielgruppe 15+) meint die ČT, dass sie nicht das Geld habe, um den Sender dauerhaft zu betreiben. Zum 1. Januar 2023 wurde der Sender eingestellt.